# جی‌سان
نشانه‌گذاری شیء جاوااسکریپت (به انگلیسی: JavaScript Object Notation) با کوته‌نوشت جی‌سان (به انگلیسی: JSON، ‎/ˈdʒeɪsən/‎ یا ‎/ˈdʒeɪˌsɒn/‎)، یک استاندارد باز متنیِ سبک برای انتقال داده‌ها است به گونه‌ای که برای انسان نیز خوانا باشد. جی‌سان از زبان اسکریپت‌نویسی جاوااسکریپت در نشان‌دادن ساختمان داده‌های ساده و آرایه‌های انجمنی مشتق شده‌است. با وجود ارتباط عمیقی که با جاوااسکریپت دارد، جی‌سان مستقل از زبان است و مفسرهایش تقریباً برای هر زبانی موجود هستند.
قالب جی‌سان در ابتدا توسط داگلاس کراکفورد مشخص و در RFC4627 شرح داده شده‌است. نوع رسانهٔ اینترنتی رسمی آن، application/json و پسوند نام پرونده‌های جی‌سان ‎.json است.
جی‌سان بیشتر برای سریالایز و انتقال ساختمان داده‌ها از طریق ارتباطی شبکه‌ای به‌کار گرفته می‌شود. بیشترین استفادهٔ آن برای انتقال داده‌ها بین یک کارساز و یک برنامهٔ وبی به‌عنوان جایگزینی برای اکس‌ام‌ال است.

## نوع‌های داده‌ای، دستور زبان و نمونه
نوع‌های داده‌ای سادهٔ جی‌سان عبارت‌اند از:
- اعداد (صحیح یا حقیقی)
- رشته (یونی‌کدهایی که با «"» محصور شده...)
- مقدار بولی (true یا false، درست یا نادرست)
- آرایه (دنبالهٔ دارای ترتیبی از مقدارها، جدا شده با ویرگول (,) و محصور شده با «[» و «]»)
- شیء (مجموعه‌ای از جفت‌های کلید مقداری، جدا شده با ویرگول (,) و محصور شده با «{» و «}»، کلید می‌بایست که یک رشته باشد)
- تهی (به انگلیسی: null)

نمونهٔ زیر یک شیء در جی‌سان است که یک شخص را شرح می‌دهد. در این شیء نوع داده‌ای متنی برای نام و نام خانوادگی، نوع داده‌ای عددی برای سن، یک شیء برای ذخیرهٔ نشانی فرد و یک فهرست (یک آرایه) برای ذخیرهٔ شماره‌های تلفن شخص است:
```
{

    
"firstName"
:
 
"John"
,

    
"lastName"
:
 
"Smith"
,

    
"age"
:
 
25
,

    
"address"
:
 
{

        
"streetAddress"
:
 
"21 2nd Street"
,

        
"city"
:
 
"New York"
,

        
"state"
:
 
"NY"
,

        
"postalCode"
:
 
"10021"

    
},

    
"phoneNumber"
:
 
[

        
{

            
"type"
:
 
"home"
,

            
"number"
:
 
"212 555-1234"

        
},

        
{

            
"type"
:
 
"fax"
,

            
"number"
:
 
"646 555-4567"

        
}

    
]

}

```

هردوی این اکس‌ام‌ال‌ها اطلاعات مشابهی با نمونهٔ جی‌سون با شیوه‌های مختلف دارا هستند:
```
<person>

  
<firstName>
John
</firstName>

  
<lastName>
Smith
</lastName>

  
<age>
25
</age>

  
<address>

    
<streetAddress>
21
 
2nd
 
Street
</streetAddress>

    
<city>
New
 
York
</city>

    
<state>
NY
</state>

    
<postalCode>
10021
</postalCode>

  
</address>

  
<phoneNumbers>

    
<phoneNumber
 
type=
"home"
>
212
 
555-1234
</phoneNumber>

    
<phoneNumber
 
type=
"fax"
>
646
 
555-4567
</phoneNumber>

  
</phoneNumbers>

</person>

```

```
<person
 
firstName=
"John"
 
lastName=
"Smith"
 
age=
"25"
>

  
<address
 
streetAddress=
"21 2nd Street"
 
city=
"New York"
 
state=
"NY"
 
postalCode=
"10021"
/>

  
<phoneNumbers>

     
<phoneNumber
 
type=
"home"
 
number=
"212 555-1234"
/>

     
<phoneNumber
 
type=
"fax"
  
number=
"646 555-4567"
/>

  
</phoneNumbers>

</person>

```